# Lepidochrysops mcgregori
Lepidochrysops mcgregori är en fjärilsart som beskrevs av Terence Dale Pennington 1970. Lepidochrysops mcgregori ingår i släktet Lepidochrysops och familjen juvelvingar. Inga underarter finns listade i Catalogue of Life.